# Hans von Steuben
Hans von Steuben (* 15. Juli 1929 in Hamburg; † 27. Juli 2008 in Frankfurt am Main) war ein deutscher Klassischer Archäologe.
Als Sohn des Bankangestellten Kurt von Steuben und dessen Ehefrau Elfriede Güttler wuchs er in Babelsberg auf. Nach der Erlangung des Abiturs studierte er zuerst Medizin, um sich dann nach Studien in Tübingen und Berlin dem Fach Klassische Archäologie in Freiburg bei Walter-Herwig Schuchhardt zu widmen. Am 29. Juli 1960 wurde er mit der Arbeit Sagendarstellungen auf korinthischen und attischen Vasen in Freiburg promoviert. Für das Jahr 1961/1962 erhielt er das Reisestipendium des Deutschen Archäologischen Instituts.
Von 1960 bis 1965 war er an der Erarbeitung der 4. Auflage des Führers durch die öffentlichen Sammlungen Klassischer Altertümer in Rom beteiligt. Anschließend arbeitet er bis 1971 als Assistent an der Universität Göttingen, an der er 1969 habilitiert wurde. Von 1973 bis zu seiner Emeritierung 1994 war von Steuben Professor für Klassische Archäologie an der Universität Frankfurt. Sein gemeinsam mit Walter Ameling und Klaus Bringmann betriebenes und von der Deutschen Forschungsgemeinschaft gefördertes Projekt Schenkungen hellenistischer Herrscher an griechische Städte und Heiligtümer wurde 1989 mit einem Forschungspreis ausgezeichnet.
Hans von Steuben forschte vor allem zur griechischen Kunst im Allgemeinen und zur klassischen Plastik im Besonderen. Ihn beschäftigen Fragen der künstlerischen Ausdrucksform, deren Gesetzlichkeiten in der Kunst er suchte. Er war Herausgeber von Beck’s Archäologische Bibliothek und Mitherausgeber der Quellen und Forschungen zur Alten Welt. 
Als er nach langer Krankheit am 27. Juli 2008 gestorben war, widmete ihm die Familie den Spruch von Parmenides im Prooimion:
Es ist die Bahn der Überzeugung, denn sie geht mit der Wahrheit

## Schriften
- Frühe Sagendarstellungen in Korinth und Athen. Wächter, Berlin 1968.
- Der Kanon des Polyklet – Doryphoros und Amazone. Wasmuth, Tübingen 1973, ISBN 3-8030-1020-9.
- Kopf eines Kuros (= Liebieghaus Monographie. Band 7). Liebieghaus, Frankfurt am Main 1980.
- mit Jaap Mansfeld und Rüdiger Leimbach: Parmenides: Über das Sein. Griechisch-Deutsch. Reclam, Stuttgart 1981, ISBN 3-15-007739-7 (Nachdruck 1985; bibliographisch ergänzte Ausgabe 1995; Neuauflage 2019).
- Briefe aus der Fremde. Frankfurt am Main 1989.
- als Herausgeber: Antike Porträts. Zum Gedächtnis von Helga von Heintze. Bibliopolis, Möhnesee 1999, ISBN 3-933925-02-9.
- Wahrheit und Bekenntnis. Lichtoffenbarungen in antiker und christlicher Zeit. Bibliopolis, Möhnesee 1999, ISBN 3-933925-04-5.
- als Herausgeber mit Klaus Bringmann: Schenkungen hellenistischer Herrscher an griechische Städte und Heiligtümer. Teil 1: Zeugnisse und Kommentare. Teil 2,1: Historische Auswertung. Teil 2,2: Archäologische Auswertung. Akademie, Berlin 1995–2000.
- als Herausgeber: Adolf Michaelis: Archäologische Reisen in Griechenland 1860 und 1886. Bibliopolis, Möhnesee 2004, ISBN 3-933925-47-9.
- als Herausgeber mit Götz Lahusen und Haritini Kotsidu: Mouseion. Beiträge zur antiken Plastik. Festschrift zu Ehren von Peter Cornelis Bol. Bibliopolis, Möhnesee 2007, ISBN 978-3-933925-88-6.